# 😴

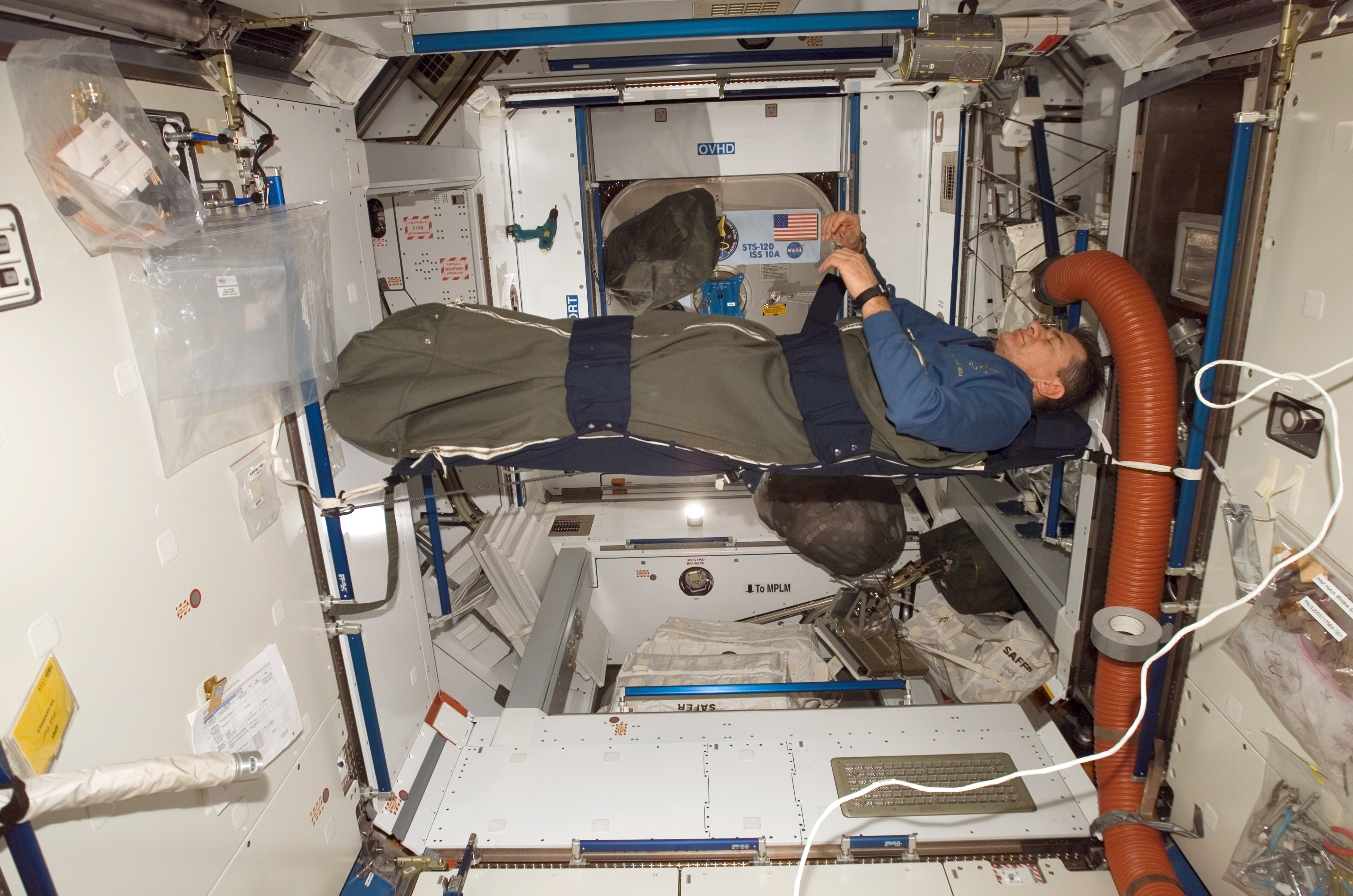
Gewichtloos slapen: vastgesnoerd om niet weg te zweven, maar de armen zijn vrij

😴 is de emoji U+1F634 uit de Unicode-karakterset. De naam is Sleeping Face (slapend gezicht), waarbij de onomatopee zzz slaap aanduidt, geen slaperigheid. Een ouder alternatief (uit 2010) is 💤 (Sleeping Symbol). De Unicode-categorie is Smileys & Emotion en de subcategorie face-sleepy. De trefwoorden zijn: bed; bedtijd; gezicht; goed; goedenacht; dutje; nacht; slaap; slapend; vermoeid; 't zal wel (whatever); geeuw; zzz.
De emoji kan verveling uitdrukken, maar ook snurken, rust, vermoeidheid, desinteresse of afzijdigheid. Hij is populair om 's avonds het afsluiten van sociale media aan te geven.
Het teken wordt vaak gebruikt in plaats van 😪 (Sleepy Face) om slaperigheid aan te duiden, maar is per saldo minder populair. Beide horen tot een middengroep die blijkens een onderzoek van het Unicode Consortium uit 2019 aanzienlijk minder gebruikt werd dan 😂 (die met bijna 10% van het emoji-gebruik veruit het populairst was); het scheelde meer dan een factor 33, met een gebruik van minder dan 0,3%. Op Twitter was het qua populariteit de 14e van 2393.

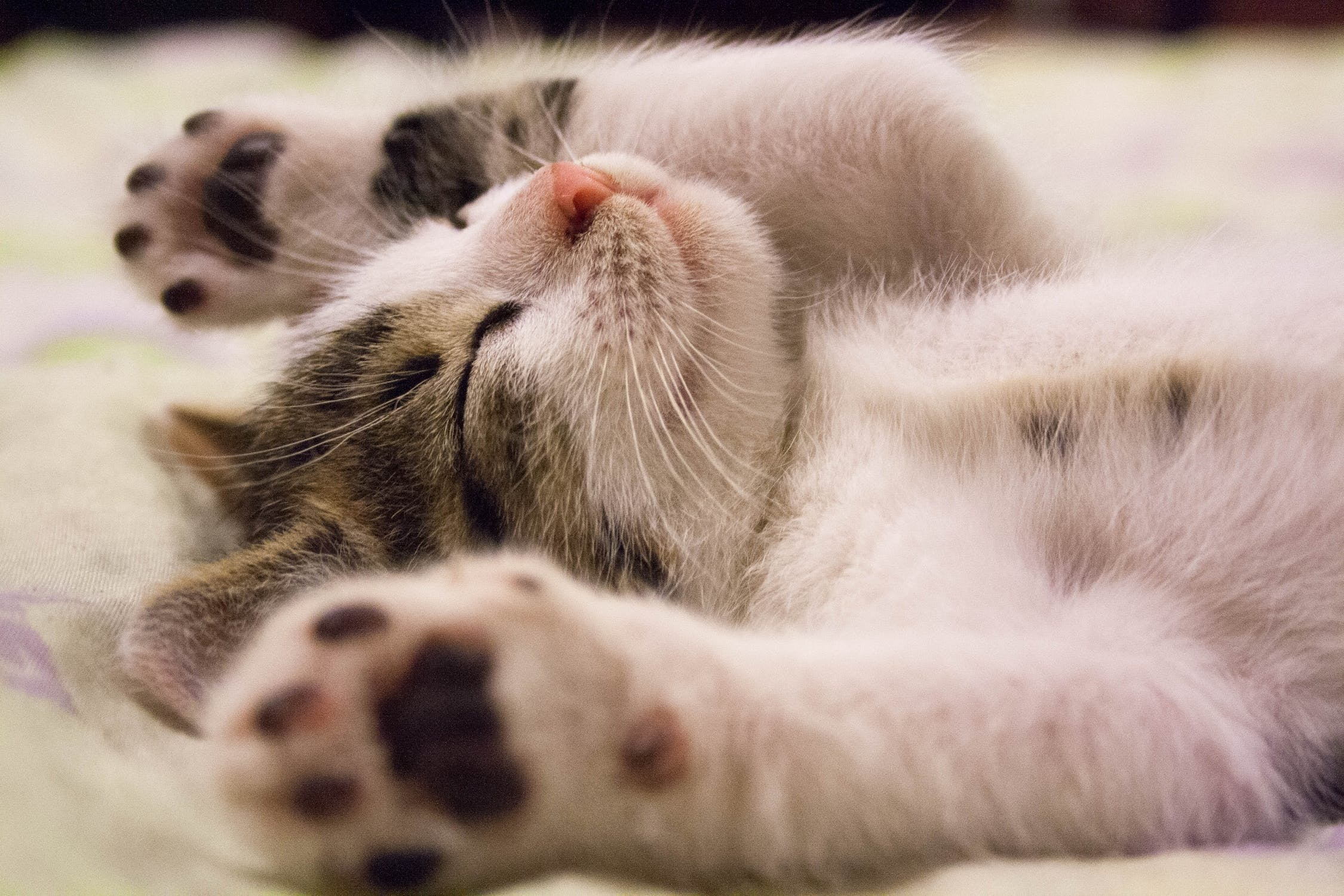
Kitten, slapend

Zoals bij alle emoji maken digitale platforms hun eigen versies die daarbuiten beperkt of niet gebruikt kunnen worden, maar er zijn ook open varianten. De gezichtskleur is geel, de zzz gewoonlijk blauw, maar op Facebook paarsachtig. Kunstenaars kunnen vrijuit varianten maken, maar dat zijn technisch gezien geen Unicode-tekens, al kunnen ze er hetzelfde uitzien; hieronder enkele voorbeelden.

Weergave op Twitter, 2022
Weergave in het Firefox-besturingssysteem, 2022

## Groepering
De Sleeping Face-emoji werd in 2010 voorgesteld in een groep van 715 tekens, waarvan dertien emoji: 😁 😑 😕 😗 😙 😛 😟 😦 😧 😬 😮 😯 😴. Het teken werd in januari 2012 goedgekeurd voor de Unicode 6.1-set. In 2015 was het onderdeel van de Emoji 1.0-documentatie.
De volgende emoji vallen in de categorie Face-sleepy:
| face-sleepy | face-sleepy | face-sleepy | face-sleepy               | face-sleepy          | face-sleepy                                                                                                   |
| №           | Code        | Weergave    | CLDR Short Name           | Vertaling            | Bijkomende trefwoorden                                                                                        |
| ----------- | ----------- | ----------- | ------------------------- | -------------------- | --- |
| 53          | U+1F60C     | 😌          | relieved face             | opgelucht            | face \| peace \| relief \| relieved \| zen                                                                    |
| 54          | U+1F614     | 😔          | pensive face              | nadenkend            | bored \| dejected \| died \| disappointed \| face \| losing \| lost \| pensive \| sad \| sucks                |
| 55          | U+1F62A     | 😪          | sleepy face               | slaperig             | face \| good \| night \| sad \| sleep \| sleeping \| sleepy \| tired                                          |
| 56          | U+1F924     | 🤤          | drooling face             | kwijlend             | face |
| 57          | U+1F634     | 😴          | sleeping face             | slapend              | bedtime \| face \| good \| goodnight \| nap \| night \| sleep \| sleeping \| tired \| whatever \| yawn \| zzz |
| 58          | U+1FAE9     | 🫩           | face with bags under eyes | wallen onder de ogen | bored \| exhausted \| eyes \| face \| fatigued \| late \| sleepy \| tired \| weary                            |